# Ichneumon karpaticus
Ichneumon karpaticus är en stekelart som beskrevs av Heinrich 1951. Ichneumon karpaticus ingår i släktet Ichneumon och familjen brokparasitsteklar. Arten är reproducerande i Sverige. Inga underarter finns listade i Catalogue of Life.